# スケッチブックを持ったまま
「スケッチブックを持ったまま」とは、日本の声優、牧野由依の5枚目のシングルで、同シングルの表題曲である。2007年10月24日に発売された。発売元はflying DOG。

## 概要
4か月連続シングルリリースの第1弾として発売された。
オフヴォーカルトラックを除く収録曲3曲は全て、2007年10月から12月までテレビ東京系列で放送されたアニメ『スケッチブック 〜full color's〜』のタイアップ曲であり、表題曲「スケッチブックを持ったまま」はエンディングテーマ、カップリング曲「遠くまで行こう」は挿入歌、「6つの小品 Op.118 間奏曲 イ長調」はPVのメインテーマである。「6つの小品 Op.118 間奏曲 イ長調」は、ドイツの音楽家、ヨハネス・ブラームス作曲のピアノ小品「6つの小品」を牧野自身がピアノ演奏したものを収録。

## 収録曲
1. スケッチブックを持ったまま [3:43]
  - 作詞・作曲：大江千里 / 編曲：清水信之
2. 遠くまで行こう [5:00]
  - 作詞：岡崎葉 / 作曲・編曲：鈴木智文
3. 6つの小品 Op.118 間奏曲 イ長調 [2:21]
  - 作曲：ブラームス / ピアノ演奏：牧野由依
4. スケッチブックを持ったまま（Instrumental）
5. 遠くまで行こう（Instrumental）

## 収録アルバム
- 『マキノユイ。』
  - 2008年3月26日発売の牧野の2枚目のスタジオ・アルバム。「スケッチブックを持ったまま」のピアノ演奏による弾き語り版「スケッチブックを持ったまま -弾き語り-」と「遠くまで行こう」が収録[5][6]。
- 『Senri Oe Singles 〜Special Limited Edition〜』
  - 2022年6月22日発売の大江千里の9枚目のベスト・アルバム。初回生産限定盤付属のCD (Blu-spec CD2) に「スケッチブックを持ったまま」のデジタル・リマスター版が収録[7][8]。
- 『サウンドスケッチブック』
  - 2007年11月21日発売の『スケッチブック 〜full color's〜』のオリジナル・サウンド・トラック。「スケッチブックを持ったまま」のテレビサイズ版「スケッチブックを持ったまま-TVサイズ-」が収録[9]。